# After (Sammi Cheng)
After (Chinees: 其後) is een studioalbum van Cantopopzangeres Sammi Cheng. Het album is opgenomen in 1995 en uitgegeven in mei van hetzelfde jaar. De nummers op de cd zijn allemaal in het Chinees.

## Tracklist
| Nr. | Titel                | Duur |
| --- | -------------------- | ---- |
| 1.  | 折翼天使             |      |
| 2.  | 傷心之旅             |      |
| 3.  | 內心戲               |      |
| 4.  | 願意不願意           |      |
| 5.  | I'd Never Let You Go |      |
| 6.  | 獨個在傷感的角落     |      |
| 7.  | 一見心醉             |      |
| 8.  | 愛的極品             |      |
| 9.  | 女人不再幼稚         |      |
| 10. | 再見                 |      |